# Prefectura Autònoma Tibetana de Diqing
La Prefectura Autònoma Tibetana de Diqing (xinès simplificat: 迪庆藏族自治州; xinès tradicional: 迪慶藏族自治州; pinyin: Díqìng Zàngzú Zìzhìzhōu; Tibetà: བདེ་ཆེན་བོད་རིགས་རང་སྐྱོང་ཁུལ་, Wylie: Bde-chen Bod-rigs rang-skyong khul) és una Prefectura Autònoma de la regió de Yunnan, a la Xina, amb una extensió de 23.870 km² i una població de 408.000 habitants. La capital de la prefectura és Shangri-La, que n'és també la ciutat més gran. Els nom de Diqing en tibetà significa lloc de felicitat i bona sort.
La prefectura disposa de nombrosos atractius naturals, com les muntanyes nevades de Meri, el Barranc del Salt del Tigre, el Parc Nacional de Pudacuo i el llac Napa.
La regió té recursos d'energia hidroelèctrica gràcies als dos rius que la travessen, el Lancang i el Iang-Tsé, amb un potencial total de 16.500 MW de producció hidroelèctrica.

## Situació geogràfica
Situada al nord-oest de la província de Yunnan, la prefectura és la intersecció entre Yunnan, Tibet (al nord-oest) i Sichuan (a l'est) i Lijiang (al sud-est). Per l'oest també fa frontera amb la Prefectura Autònoma Lisu de Nujiang.
El punt més alt és Kawagebo Meili, un pic de 6740 metres, a les muntanyes amb neus perpètues, que és també el més alt de la província de Yunnan. L'altitud mínima es troba a la vall del riu Lancang, amb 1486 metres sobre el nivell del mar. L'enorme diferència d'alçada en distàncies petites suposa parlar de Clima vertical i característiques ecològiques tridimensionals. La prefectura de Diqing és la més elevada de la província de Yunnan. La ciutat de Jiantang, al departament de Shangri-La, es troba a 608 quilòmetres de Kunming, capital de la província.

## Societat
La població de Diqing presenta un conglomerat d'ètnies, de les quals la tibetana és la principal (33 %) juntament amb les ètnies lisu, han, nakhi, bai, yi, hui, pumi, miao, nu, Derung i altres.

## Administració
La Prefectura està composta de tres departaments o subdivisions de tercer nivell de jerarquia administrativa: la ciutat-xian de Shangri-La, el xian de Deqin i el xian autònom de Weixi Lisu.
| Mapa                                                                     | Mapa              | Mapa                   | Mapa                       | Mapa                                                                      | Mapa                     | Mapa       | Mapa                | Mapa |
| ------------------------------------------------------------------------ | ----------------- | ---------------------- | -------------------------- | ------------------------------------------------------------------------- | ------------------------ | ---------- | ------------------- | ---- |
| Ciutat-xian · de Shangri-la xian · de Deqin xian autònom · de Weixi Lisu |                   |                        |                            |                                                                           |                          |            |                     |      |
| Nom                                                                      | Hanzi             | Pinyin                 | Tibetà                     | Pinyin tibetà                                                             | Habitants (Cens de 2010) | Àrea (km²) | Densitat (hab./km²) |      |
| Shangri-La (Xianggelila)                                                 | 香格里拉市        | Xiānggélǐlā Shì        | སེམས་ཀྱི་ཉི་ཟླ་གྲོང་ཁྱེར།           | Xamgyi'nyilha Chongkyir / sems kyi nyi zla grong khyer                    | 172.988                  | 11.613     | 14,89               |      |
| Xian de Deqin                                                            | 德钦县            | Deqin Xiàn             | བདེ་ཆེན་རྫོང་། མཇོལ་རྫོང་།        | Dêqên Zong / bde chen rdzong Jol Zong / mjol rdzong                       | 66.589                   | 7.596      | 8,76                |      |
| Xian autònom de Weixi Lisu                                               | 维西傈僳族 自治县 | Wéixī Lìsùzú Zìzhìxiàn | འབའ་ལུང་ལི་སུའུ་རིགས་རང་སྐྱོང་རྫོང་། | Balung Lisurig Ranggyong Zong / 'ba' lung li su'u rigs rang skyong rdzong | 160.605                  | 4.661      | 34,45               |      |

## Llocs d'interès
Alguns dels llocs d'interès turístic són els següents:
- Ge Dan Song Zan Lin, temple lamaista construït el 1681, el més gran de la província de Yunnan.
- Bai Shuitai: turó de 50 m d'alçada, amb un estanc format per 10 fonts,d'on davalla l'aigua per uns estancs escalats com unes cascades. Un cop l'any s'hi realitza un festival tradicional.
- Gorja de Shangri-La: de 10 km de llargada, i amb una amplada que oscil·la entre els 10 i els 80 m. En algunes parets hi ha pintures.
- Llac de Bi Ta Hai:d'aigües maragda.
- Muntanyes nevades a Maili, de 6740 m. Les glaceres d'aquestes muntanyes són conegudes localment com el "Palau del Paradís de la Terra Pura".